# Gföhler Straße
Die Gföhler Straße (B 32) ist eine Landesstraße in Österreich. Sie verläuft auf einer Länge von 24,9 Kilometern durch das Waldviertel. Ihren Anfang nimmt die Gföhler Straße an der Kremser Straße (B 37) bei der Umfahrung von Gföhl. Von hier führt sie zum Thurnberger Stausee und am Truppenübungsplatz Allentsteig entlang, bevor sie in Brunn an der Wild an der Waldviertler Straße (B 2) endet.

## Geschichte
Die Straße von Krems über Senftenberg, Gföhl, Idolsberg, Neupölla nach Göpfritz  gehört zu den 17 Straßen, die 1866 zu niederösterreichischen Landesstraßen erklärt wurden. Die Straße zwischen Gföhl und Göpfritz wurde 1834 vollendet und besaß zwei Mautstationen in Idolsberg und Neupölla, die der Staatskasse rund 650 Gulden jährlich einbrachten.
Die Gföhler Straße zwischen Königsalm und Neupölla gehört seit dem 1. April 1959 zum Netz der Bundesstraßen in Österreich. Am 1. Jänner 1972 wurde die Gföhler Straße bis zur geplanten Waldviertler Schnellstraße bei Brunn verlängert.